# 湯九州
汤九州（？—1636年），石埭（今安徽省石台县）人，明朝末年将领。
崇祯年间，汤九州担任昌平副总兵。崇祯六年（1633年）夏天，变民军在河北、畿南一带攻略。朝廷命令汤九州协助围剿，他与左良玉等人多次击败变民军，变民军于是全部渡过黄河向南逃窜。这年冬天，汤九州在吴城镇大败过天星，斩首四百二十级；又追击闯天王等变民军至五华集，再次击败他们，斩首六百四十多级。崇祯七年（1634年），在嵩县潭头进击变民军，斩首三百二十级。当时变民军屯驻在商州、雒南一带，谋划再次进入山西。左良玉在商南迎击，汤九州派遣部将赵柱、周尔敬在雒南阻击，变民军抵达商州后被迫返回。不久，变民军又攻打阌乡，汤九州正患病，派遣部将凌元机、胡良翰等人搜山进剿，结果全军覆没。汤九州随后赶赴山西支援，不久后因在河南战功劳，被加授署都督佥事。崇祯八年（1635年）春，汤九州被弹劾罢官，仍留在军中效力。洪承畴认为吴村、瓦屋是商南变民军逃往内乡、淅川的要害之地，命令汤九州偕同左良玉扼守。不久后，汤九州移驻洛阳。崇祯九年（1636年）二月，变民军逃往登封石阳关，与伊阳、嵩县的变民军会合。汤九州约定左良玉夹击变民军，左良玉却在中途撤军返回。汤九州率领一千二百人的孤军从嵩县深入敌境，变民军接连战败，他穷追四十多里，不慎误入悬崖深谷。此时遭遇数万变民军，占据险要地势将他们包围。汤九州兵力不敌，连夜转移营寨，被变民军趁机攻击，最终战死。他的侄孙汤文琼三次到宫门前上书请求抚恤，都没有得到回应。汤文琼后来也为国殉难。